# Traoré Bakari
Traoré Bakari, né le 1er janvier 1956 à Béoumi, est un avocat ivoirien à la cour et un docteur en droit des affaires et droit économique. Expert-consultant en question de bonne gouvernance, il a été de 2017 à 2023, directeur de cabinet du Président de la Haute Autorité de la Bonne Gouvernance de Côte d'Ivoire.

## Biographie

### Études
Traoré Bakari a débuté ses études supérieures à l'université nationale de Côte d'Ivoire (ancien nom de l'université Félix Houphouët-Boigny de Cocody). De 1977 à 1981, il a obtenu sa maîtrise en droit des affaires. Il a continué ses études de droit en France. À l'université de Nice, de 1981 à 1983, il a été diplômé d'un DEA en droit des affaires et droit économique. Il a clôturé son parcours dans cette université française par l'obtention d'un doctorat. En 1984, il devient docteur en droit des affaires et droit économiques.

### Expériences professionnelles
Docteur Traoré Bakari a démarré sa carrière professionnelle en tant qu'enseignant à la faculté de droit de l'université nationale de Côte d'Ivoire de 1984 à 1993. En 1987, il a travaillé à la mairie d'Adjamé en qualité de concepteur de projets de gestion des comités d'actions sociales et de développement de quartier. Consultant à la fédération des PME ivoiriennes de 1987 à 1992, Bakari a apporté son appui aux entreprises en gestion juridique des affaires. De 1990 à 1993, il a occupé respectivement les postes de conseillers techniques chargé du cadre juridique des affaires et chargé des reformes juridiques et judiciaires au ministère de la justice. En 1992, il a intégré le ministère de l'économie et des finances. Dans ce ministère, il a été membre du comité pour la promotion de l'épargne et du renforcement du secret bancaire et rédacteur de projets de convention de performance pour l'État ivoirien concernant les sociétés SOTRA, FER, AGETU et AGEROUTE. De 1992 à 2004, il a été directeur juridique et fiscal du groupe suisse SGS pour la zone Afrique Noire francophone. Membre du Comité technique ISO 309 WG1 - Gouvernance des organismes, Bakary a été de 2005 à 2010, membre du Comité miroir Côte d’Ivoire pour l’élaboration de la norme ISO 26000. En 2009, il a été membre fondateur du Centre Africain d’expertise en Gouvernance des Organisations (CAGO). De 2011 à 2017, il a été nommé Président de la commission gouvernance, RSE et éthique de la Confédération des entreprises de Côte d'Ivoire (CGECI). Expert en gouvernance, responsabilité sociétale des organisations, éthique et fiscalité, il a été de 2017 à 2023, directeur de cabinet du Président de la haute autorité de la bonne gouvernance (HABG) de Côte d'Ivoire.
Initiateur du Code ivoirien de gouvernance d’entreprise, Docteur Traoré Bakari est le fondateur du cabinet TRAORE BAKARI et de l'Institut international de perfectionnement en gouvernance d’entreprise (IPGE).

### Carrière d'écrivain
Bakari Traoré est l'auteur des œuvres « Découvrir et comprendre la gouvernance - Gouvernance publique et gouvernance d'entreprise » parue aux éditions L'Harmattan en 2011, et « GOUVERNANCE D'ENTREPRISE EN AFRIQUE » publiée en 2023 aux éditions L'Harmattan.

## Distinctions

### Honneurs
- Chevalier dans l’ordre national du mérite
- Meilleur Expert mondial 2024 du Prix Modern Governance 100 dans la catégorie Innovateur en matière de conseils d’administration et de gouvernance.